# Epiplema albipunctata
Epiplema albipunctata is een vlinder uit de familie van de uraniavlinders (Uraniidae). De wetenschappelijke naam van de soort is voor het eerst geldig gepubliceerd in 1896 door Warren.